# Ресурси і запаси нікелю
Ресурси і запаси нікелю – кількість нікелю, що міститься в тому чи іншому вигляді в природних джерелах. Ресурси нікелю, як і будь-якої іншої корисної копалини, належать країні, на території якої вони були знайдені. 

## Загальна характеристика
Світові виявлені ресурси нікелю оцінюються не менше 210 млн т. У рудах із вмістом нікелю понад 1 % укладено, за оцінкою Геологічної служби США, 130 млн т металу. Виявлені світові ресурси низькосортних руд з вмістом нікелю 0,2-1 % (ці руди з успіхом розроблялися або продовжують розроблятися в Норвегії, Фінляндії, Україні, Ботсвані, Зімбабве, ПАР, США) становлять 80 млн т. У залізо-марганцевих утвореннях на дні Світового океану прогнозні ресурси нікелю досягають 683,9 млн т при середньому вмісті нікелю в них 0,46-1,28 %.
У 2000 р. загальні запаси нікелю у світі оцінювалися ГНПП «Аэрогеология» в 138,8 млн т, з них підтверджені — в 52,4 млн т. На частку трьох країн, що володіють унікальними (понад 20 млн т) і дуже великими (10–20 млн т) загальними запасами: Куби, Нової Каледонії та Індонезії, — припадає понад 40,5 % світових загальних запасів нікелю. Вісімнадцять країн — Росія, Албанія, Греція, колишня Югославія, Казахстан, Китай, Філіппіни, Буркіна-Фасо, Бурунді, Кот-д'Івуар, Мадагаскар, ПАР, Бразилія, Ґватемала, Канада, Колумбія, Австралія і Папуа-Нова Ґвінея (кожна із запасами 1 — 10 млн т) — володіють більш ніж 54 % загальних запасів нікелю світу. На частку ще 12 країн з врахованими запасами нікелю припадає всього 4,3 % обсягу загальних запасів.
Підтвердженими запасами понад 5 млн т володіє 5 країн: Канада, Росія, Австралія, Куба і Нова Каледонія. На їх частку припадає понад 50 % підтверджених запасів світу. Шість країн — Австралія, Китай, Індонезія, ПАР, Філіппіни і Албанія (підтверджені запаси 1–5 млн т) володіють бл. 30 % підтверджених запасів світу. Бл. 20 % підтверджених запасів зосереджено в 23 країнах із запасами менше 1 млн т нікелю.
На 2005 р. загальні запаси нікелю у світі оцінювалися Геологічною службою США в 160 млн т. Унікальними родовищами (понад 20 млн т) володіють Австралія (25 млн т) і Куба (23 млн т), дуже великими (10–15 млн т) — Нова Каледонія і Канада (15 млн т), Індонезія (13 млн т), ПАР (12 млн т), Філіппіни (11 млн т).
Сучасні світові підтверджені запаси нікелю збільшені з 50 млн т (1998) до 58 млн т. Найбільші запаси знаходяться в Австралії (20 млн т), потім ідуть Росія і Канада (по 6,6 млн т), Куба (5,6 млн т), Нова Каледонія (4,5 млн т), Китай (3,7 млн т), Індонезія (3,2 млн т), ПАР (2,5 млн т). Запасами понад 1 млн т нікелю володіло десять країн: Канада, Росія, Куба, Нова Каледонія, Австралія, Китай, Індонезія, ПАР, Філіппіни і Албанія. В Канаді, Росії, Китаї і ПАР від 90 до 100 % нікелю укладено в сульфідних родовищах, в Австралії на них припадає бл. 50 % запасів. У п'яти інших країнах запаси нікелю пов'язані з латеритними родовищами.
Мінерально-сировинну базу нікелевої промисловості утворюють родовища двох основних геолого-промислових типів: сульфідного мідно-нікелевого і оксидно-силікатного (латеритного) кобальт-нікелевого. На їх частку в структурі підтверджених запасів припадає приблизно по 50 % нікелю, а у видобутку нікелевих руд за останні п'ять років 59-61 % і 39-41 %, відповідно. У загальних запасах нікелю роль силікатних родовищ істотно вище. На їх частку у світі припадає майже 72 % врахованого нікелю. У родовищах інших геолого-промислових типів, з яких нікель видобувають попутно, міститься 0,1-0,2 % запасів нікелю. Все більша маса металу скупчується в «техногенних родовищах» («хвости» збагачення, шлами, шлаки, піротинові концентрати і деякі інші відходи гірничої промисловості і металургії). Сульфідні мідно-нікелеві родовища є основним джерелом сировини в Австралії, Канаді, Китаї, Росії, ПАР.

## По країнах

У Австралії відкрито 37 родовищ цього типу, які утворюють Західно-Австралійську нікеленосну провінцію. Рудні тіла більшості родовищ мають форму лінз і стовпів. Середній вміст нікелю становить 2,1 %, але в деяких тілах досягає 9,5 %, а в бідних рудах, що розробляються, не перевищує 0,6 %.
У Канаді всі підтверджені запаси нікелю знаходяться в сульфідних мідно-нікелевих родовищах, велика частина яких розташована в рудних районах Садбері (провінція Онтаріо) і Томпсон (Манітоба). У першому районі відомо понад 60 родовищ, з яких 20 вже відпрацьовано. Найбагатші руди містять до 9 % нікелю, рядові — 0,7-1,5 %. В рудному районі Томпсон відкрито 19 родовищ, розробляються поки що тільки три. Середній вміст нікелю в рудах — 2,77 %. У багатих рудах він досягає 10 %. Ряд сульфідних мідно-нікелевих родовищ розвідано на півночі Канади в провінціях Квебек (5 родовищ рудного району Реглан), підтверджені запаси якого на початок 1998 р. становили 14,4 млн т руди з середнім вмістом нікелю 3,17 %, міді 0,88 % і Ньюфаундленд (гігантське родовище Войсі-Бей, виявлені ресурси якого на початок 1998 р. оцінені в 116 млн т, з них 31,7 млн т руди, яка містить 2,83 % Ni, 1,68 % Cu і 0,12 % Co, належать до категорії підтверджених запасів).
У Китаї практично всі підтверджені запаси нікелю пов'язані з сульфідними родовищами, серед яких відоме одне з найбільших у світі — Цзиньчуань (провінція Ганьсу), загальні запаси якого на початок 1998 р. перевищують 4,9 млн т нікелю при його вмісті в рудах 1,06 %. Понад 80 % нікелю, що добувається в Китаї, надходить з цього родовища, промислове освоєння якого дозволило країні позбутися експортної залежності. Потужності рудних тіл на родовищі варіюють від декількох дециметрів до більш ніж 100 м, протяжність — від перших метрів до 1 км. Переважна їх частина складена рудами сидеронітової структури. Виділяються дуже багаті (до 7 % Ni), багаті (1-2 %) і бідні (0,5-0,6 %) руди. Загальні запаси найбагатшої ділянки № 2 оцінені в 4,01 млн т нікелю при вмісті його в руді 1,25 % (максимальний вміст 5,29 %). З руд родовища виплавляється 80 % всього нікелю країни, 90 % кобальту і 93 % платиноїдів. З урахуванням цього родовища підтверджені запаси нікелю Китаю, за даними Геологічної служби США, збільшилися в 5,1 раза — до 3,7 млн т.
У ПАР 2,5 млн т підтверджених запасів нікелю укладено у вкраплених сульфідних мідь- та нікельвмісних рудах унікального лополіту Бушвельд з дуже низьким вмістом нікелю (0,2-0,36 %). Руди ці відпрацьовуються для вилучення металів платинової групи, а нікель з них витягується попутно.
У Росії головну частину мінерально-сировинної бази нікелевої промисловості складають сульфідні мідно-нікелеві родовища Норильського району, де зокрема розташоване унікальне Октябрське родов. з запасами 21 млн т нікелю. Рудні тіла мають пластоподібну, лінзовидну або жильну форму при потужності до 50 м і протяжність до декількох кілометрів. Основним об'єктом розробки в останні роки є багаті руди, середній вміст нікелю в яких дорівнює 3,12-3,65 %. На частку норильських родовищ припадає бл. 85 % підтверджених запасів нікелю країни. Інші підтверджені запаси нікелю враховані по 8 сульфідних родовищах Кольського півострова (Мурманська область), в багатих рудах Заполярного родовища та в силікатних нікелевих рудах родовищ Уралу.
Мінерально-сировинною базою нікелевої промисловості Албанії, Греції, Македонії, Югославії, України, Індонезії, Казахстану, Туреччини, Філіппін, Буркіна-Фасо, Бурунді, Кот-д'Івуара, Мадагаскару, Венесуели, Ґватемали, Домініканської Республіки, Колумбії, Куби, Пуерто-Рико, Нової Каледонії і Папуа-Нової Ґвінеї є оксидно-силікатні (латеритні) родовища. У Австралії, Бразилії, Китаї, Росії і США по них враховано від 5 до 70 % загальних запасів.
Нова Каледонія. Великі запаси кобальт-нікелевих руд оксидно-силікатного типу зосереджені в Новій Каледонії, де рудоносні кори вивітрювання займають третину поверхні країни. Рудоносні латерити середньою потужністю бл. 50 м залягають на серпентинізованих перидотитах. Потужність рудних покладів, що розробляються, коливається від 1,8 до 9 м. Залягають вони на глибині 3–9 м від поверхні. Підтверджені запаси нікелю в Новій Каледонії з середнім вмістом його в рудах понад 2,5-2,7 %, за даними Геологічної служби США, становлять 2 млн т . За оцінкою фахівців РФ, підтверджені запаси руд з середнім вмістом нікелю бл. 2,1 % становили на початок 1998 р. 5,2 млн т.
Куба. На другому місці у світі за загальними запасами латеритних руд знаходиться Куба, яка має ряд великих родовищ, локалізованих в основному на південному сході країни в провінції Ольгін. Плащоподібні рудні тіла мають потужність від 1-5 до 10-20 м. Найпоширеніший тип руд — оксидний з відносно низьким вмістом нікелю (в середньому близько 1.3 %) і високим — кобальту (до 0,2 %). Геологічна служба США в 1997 р оцінила підтверджені запаси нікелю Куби в 5,5 млн т.
В Індонезії відкрито 11 родовищ силікатних нікелевих руд. Для всіх родовищ характерні латеритні зони потужністю 3 — 5 м із вмістом нікелю 1,5-1,8 %, сапролітові потужністю бл. 8 м із вмістом нікелю 2,3 % і серпентинітові потужністю 10 м із вмістом нікелю 1,85-2,2 %.
Філіппіни. Значні запаси силікатних нікелевих руд Філіппін укладені в 15 родовищах. Підтверджені запаси нікелю країни, за підрахунками національної Геологічної служби США, на початок 1998 р. становили 1,1 млн т. Середній вміст нікелю в них 2,4 %.
В Україні, за оцінками закордонних експертів, підтверджені запаси нікелю становлять 190 тис. т, що становить лише 0,4 % світових. Родовища силікатного нікелю в Україні виявлені в двох регіонах — Середнє Побужжя (6 родовищ) та Середнє Подніпров'я (4 родовища). Останні нерентабельні. В Побузькій групі розробляються Деренюхське та Липовеньківське родовища, підготовлене до експлуатації Тарнаватське родовище. Найперспективніші Західнолащівська і Північнолиповеньківська ділянки. За вітчизняними даними, запаси нікелю в Середньому Побужжі становлять понад 60 тис. т, тобто завод забезпечено сировиною на 9–10 років. У районі Побузького нікелевого заводу виявлено кілька нових родовищ і перспективних ділянок із загальними перспективними ресурсами 52 тис. т. Передумови виявлення нових промислових родовищ сульфідного нікелю є у Красногірсько-Житомирській зоні Українського щита та Приазов'ї. З вітчизняних руд виготовляють феронікель із вмістом Ni 7-8 %. Річні потреби України у нікелі в перспективі зростатимуть від 5 тис. т у 2001 році до 6,6 тис. т у 2010 році.